# Our Last Summer
«Our Last Summer» (en español: «Nuestro último verano») es una canción y un sencillo que publicó el grupo sueco ABBA, solamente en Grecia y en Polonia

## Canción
Fue escrita por Björn y Benny. Fue grabada el 29 de mayo de 1980. La canción habla sobre una mujer que recuerda un viaje que hizo con su exnovio a París, y se da cuenta de que todavía lo ama. Este tema viene incluido en el álbum Super Trouper, como la pista número 7.
En Grecia el sencillo fue un gran éxito, donde logró entrar al número 1, y permanecer ahí durante 12 semanas; sin embargo, en Polonia sólo logró estancarse en el puesto 18 respectivamente. Más tarde, "Our Last Summer" se convertiría en el lado B del sencillo "Thank You For The Music".
La canción la dedicó Björn a un amor en Francia que tuvo tiempo atrás, aunque ya había hecho una canción del mismo tema "Monsieur, Monsieur" (Versión anterior de "My Love, My Life"). La canción forma parte actualmente del musical Mamma Mia!, basado en las canciones de ABBA. Our Last Summer fue hecha cover en 1999 por el grupo A*Teens.

## Me And I
Me And I (yo y yo) fue el lado B de este sencillo. Fue escrita por Björn y Benny. Fue grabada el 1 de mayo de 1980, llamada primeramente "Jackass" y posteriormente "Piccolino". La canción habla sobre una mujer que actúa de diferentes formas, ya que tiene una batalla interna entre sus dos yo. Este tema viene incluido en el álbum Super Trouper, como la pista número 4, siendo publicada el 4 de agosto de 1980

## Posicionamiento
| Lista                             | Posición |
| --------------------------------- | -------- |
| Grecia Singles Chart              | 1        |
| Polonia Top 50 Trójka Radio Chart | 18       |